# .iq
.iq ist die länderspezifische Top-Level-Domain (ccTLD) des Irak.

## Geschichte
Die Endung wurde am 9. Mai 1997 an die Alani Corporation delegiert, aber zunächst nicht aktiv genutzt. Erst im Oktober 2002 wurde die Root Zone um Nameserver für .iq ergänzt, sodass die Domain prinzipiell genutzt werden konnte. Allerdings wurde im Dezember 2002 der sogenannte Tech-C (technischer Ansprechpartner) der Domain, Bayan Elashi, verhaftet und im Jahr 2004 zusammen mit dem Unternehmen InfoCom, der Muttergesellschaft der Alani Corporation, für Verstöße gegen das US-amerikanische Exportverbot für Libyen verurteilt. Bayan Elashi wurden außerdem Verbindungen zur radikal-islamischen Hamas und damit die Unterstützung des Terrorismus sowie Geldwäsche nachgewiesen.
Während des Irakkriegs 2003 wurde .iq auf Einlassung der USA bei der ICANN faktisch abgeschaltet. Erst im Juni 2004 wandte sich die Übergangsregierung des Irak an die ICANN, um notwendige Maßnahmen für die Einführung von .iq einzuleiten. Anschließend bat Premierminister Iyad Allawi zu Ende des Jahres offiziell um die Vergabe von .iq an die Nationale Kommission für Kommunikation und Medien (National Communications and Media Commission). Die Verhandlungen zwischen ICANN und der neuen Vergabestelle wurden im Juli 2005 beendet, sodass .iq wieder in Betrieb genommen werden konnte.

## Vergabe
Registrierungen von Adressen finden ausschließlich auf dritter Ebene statt, auch wenn es einige Adressen auf zweiter Ebene gibt. Nur irakische Staatsbürger und Unternehmen haben das Recht, eine .iq-Adresse zu registrieren. Die Verwendung der Domain beschränkt sich jedoch hauptsächlich auf staatliche Institutionen.
Im Jahr 2003 gab es Pläne, .iq gezielt als Abkürzung für Intelligenzquotient zu vermarkten und aus den Einnahmen den Wiederaufbau des Irak zu finanzieren. Die Vergabestelle wollte damals dem Beispiel von .ws folgen, das als Kürzel für Website beworben wurde.